# Orgreave (South Yorkshire)
Orgreave – wieś w Anglii, w hrabstwie ceremonialnym South Yorkshire, w dystrykcie metropolitalnym Rotherham. Leży 7 km na wschód od miasta Sheffield i 224 km na północ od Londynu.